# Fissurella volcano
Fissurella volcano is een slakkensoort uit de familie van de Fissurellidae. De wetenschappelijke naam van de soort is voor het eerst geldig gepubliceerd in 1849 door Reeve.